# Divnogorsk
Divnogorsk (Russisch: Дивногорск; "Stad nabij de schone bergen") is een stad in het zuiden van de Russische kraj Krasnojarsk, gelegen op (over de autoweg) 34 kilometer ten zuidoosten van Krasnojarsk, aan de Jenisej, nabij de instroom van de Mana. De stad telt ongeveer 31.000 inwoners (2008). Divnogorsk is opgezet rond de Stuwdam van Krasnojarsk (gebouwd tussen 1956 en 1972), die de Waterkrachtcentrale Krasnojarskaja van stroom voorziet en het Stuwmeer van Krasnojarsk heeft doen ontstaan.
De stad is verbonden met Krasnojarsk en Abakan via de autoweg R-257 en vormt verder het eindpunt van een spoorverbinding met Krasnojarsk.
De stad staat als gorodskoj okroeg onder directe jurisdictie van de kraj. Tot de gorodskoj okroeg behoren ook de plaatsen Bachta (p.), Izvestkovy (p.), Manski (p.), Oest-Mana (p.), Ovsjanka (s.), Ovsjanka Pervaja (p.g.t.), Sliznevo (p.) en Verchnjaja Birjoesa (p.).

## Geschiedenis
Uit archeologische opgravingen in het zuidwestelijke buitengebied van de stad is gebleken dat de plek van Divnogorsk duizenden jaren geleden bewoond moet zijn geweest. De Russische geschiedenis begon echter pas in de 19e eeuw.
In 1888 werd op de plek van het huidige Divnogorsk de mannenskite (kluizenaarsorde; van Scetis) van Krasnojarsk-Znamensk (Krasnojarski Znamenski moezjskoj skit) gesticht door hiëromonnik (monnik-priester) Filaret. Op 19 augustus van dat jaar werd de eerste steen voor de Znamenskajakerk van de skite gelegd. Rondom de skite ontstond langzamerhand de nederzetting die ook 'Skit' (Russische transliteratie van skite) werd genoemd. In 1920 werd de skite gesloten in opdracht van de communisten en werd er een kinderweeshuis in gevestigd, dat in 1921 werd hernoemd tot 'kinder-arbeidersstadje N2' (detski troedovoj gorodok N2). Dit weeshuis werd later echter weer opgeheven en in de jaren 30 werd er een experimenteel onderzoekstation voor bosbeheer en een hulpboerderij (podsobnoje chozjajstvo) van de polytechnische bosbouwschool van Krasnojarsk in gevestigd. In 1956 werd Skit omgedoopt tot tijdelijke woonplaats voor de arbeiders die werkten aan de bouw van de gigantische Stuwdam van Krasnojarsk en de Waterkrachtcentrale Krasnojarskaja, die er vlak naast. Samen met nog een arbeidersnederzetting ging Skit daarop in 1957 op in de nieuwe plaats Divnogorsk, afgeleid van de imponerende bergen die zichtbaar zijn aan de andere (west)oever van de Jenisej. In 1963 kreeg Divnogorsk de status van stad.
In 1967 werden de eerste aggregaten van de waterkrachtcentrale opgestart en Op 18 december 1971 de twaalfde en laatste. In 1973 werd een fabriek geopend in de stad voor materiaal voor laag-voltage, een van de belangrijkste bedrijven van de stad. Naast deze fabriek bevinden zich een fabriek voor ijzerproducten en een bosbouwbedrijf in de stad.
De laatste tijd is de stad zich steeds meer gaan richten op het toerisme vanuit Krasnojarsk. Hiervoor zijn onder andere skiroutes uitgezet.

## Stad en bezienswaardigheden
De stad bestaat grotendeels uit grote sovjetflats uit de jaren zestig, al zijn wel een aantal houten gebouwen uit de periode ervoor bewaard gebleven, waaronder een houten kerkgebouw van 2 etages. In de stad bevindt zich een betonnen monument voor de bouwers van de stad en een museum waarin de bouw van de stuwdam en de stad wordt getoond. Nabij de stad liggen een aantal natuurmonumenten, zoals de rots 'Monach', de 'Filaretbeek' en een aantal rotsen uit het natuurreservaat Stolby.

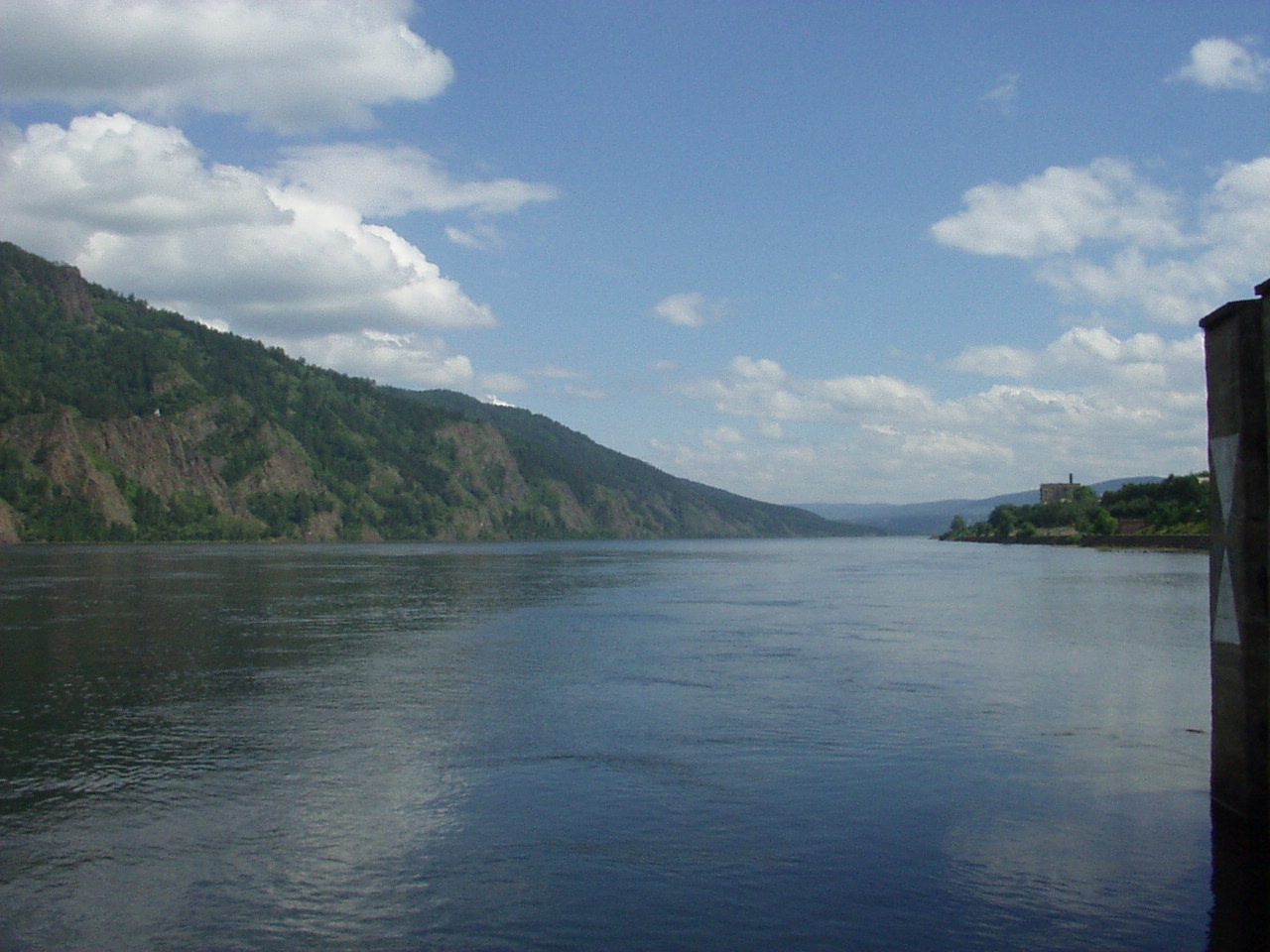
De Jenisej gezien vanaf de pier van Divnogorsk

| 1959  | 1970   | 1979   | 1989   | 1996   | 2002   |
| ----- | ------ | ------ | ------ | ------ | ------ |
| 7.000 | 25.900 | 28.900 | 29.963 | 34.300 | 30.137 |

Bestuurlijk centrum: Krasnojarsk

Artjemovsk · Atsjinsk · Bogotol · Borodino · Doedinka · Divnogorsk · Igarka · Ilanski · Jenisejsk · Kansk · Kodinsk · Lesosibirsk · Minoesinsk · Nazarovo · Norilsk · Oejar · Oezjoer · Sjarypovo · Sosnovoborsk · Zaozjorny · Zelenogorsk · Zjeleznogorsk